# Dark Seed II
Dark Seed II je pokračováním úspěšné hororové adventury Dark Seed. Její výrobou se zabývala společnost Destiny Media Technologies a byla publikována v roce 1995 společností Cyberdreams. Přináší další dobrodružství Mika Dawsona v „temném světě“ založeném na uměleckých pracích H. R. Gigera a scénáři Raymonda Bensona, pozdějšího autora nové série o Jamesu Bondovi. Hra byla vydána pro platformy Windows 3.x, PlayStation a Sega Saturn.

## Příběh
Make Dawson zachránil v předchozím díle svět od „Prastarých“, ale jeho prožitky mu způsobily mentální poruchu. Aby se jí zbavil, vydal se se svou matkou do svého rodného města. Mike neustále trpěl duševními problémy a výpadky paměti. A aby toho nebylo málo, jeho přítelkyně ze střední školy, Rita, byla nalezena zavražděná a vše ukazuje na Mika jako na vraha. Zdá se, že Prastaří se opět vrátili. Aby Mike očistil své jméno, bude muset podniknout výpravu rozličnými realitami, řešit různá puzzle a samozřejmě zastavit Prastaré v jejich cestě k ovládnutí světa.